# ر. إم. ويلسون
ر. إم. ويلسون (بالإنجليزية: R. M. Wilson)‏ هو رياضياتي وأستاذ جامعي أمريكي، ولد في 23 نوفمبر 1945 في غاري في الولايات المتحدة.